# Ingo Krüger (Fußballspieler)
Ingo Krüger (* 26. Februar 1951) ist ein ehemaliger deutscher Fußballspieler. Er absolvierte von 1974 bis 1977 und 1978/79 insgesamt 108 Spiele in der 2. Fußball-Bundesliga (drei Tore) für Wacker 04 Berlin. Zuvor hatte er bereits in der Regionalliga Berlin für den Spandauer SV und Wacker 04 insgesamt 140 Regionalligaspiele mit 31 Tore bestritten. 1968 stand Krüger im Kader der A-Jugendnationalmannschaft und absolvierte unter dem damaligen Trainer Udo Lattek 4 Länderspiele.

## Laufbahn

### Juniorenauswahl und A-Jugendnationalmannschaft
Ingo Krüger wurde im Laufe seiner Jugendzeit über 25 Mal in unterschiedlichen Jugendauswahlmannschaften von Berlin eingesetzt. Im Jahr 1968 schaffte er schließlich den Sprung in die A-Jugendnationalmannschaft und absolvierte unter dem damaligen Trainer Udo Lattek insgesamt vier Länderspiele u. a. zusammen mit den späteren WM-Helden Paul Breitner, Uli Hoeneß und Rolf Rüssmann. In diese Zeit fällt seine größte sportliche Enttäuschung, als er sich kurz vor der anstehenden Junioren-Europameisterschaft in der DDR bei einem Freundschaftsspiel seiner A-Jugendmannschaft eine schwere Verletzung zuzog, die seinen Einsatz bei der Europameisterschaft verhinderte und damit auch den sicher geglaubten Sprung in die erste Bundesliga.

### Höherklassige Karriere
Die höherklassige Karriere des Nachwuchsfußballers Ingo Krüger begann mit seinem Debütspiel in der Saison 1968/69 für die Rot-Weißen vom Spandauer SV in der Fußball-Regionalliga Berlin. Für den in der Spandauer Altstadt verankerten SSV absolvierte er bis 1972/73 – Mitspieler in seinem letzten Jahr bei Spandau waren unter anderem Ulrich Bechem (Torhüter), die Brüder Dieter und Jürgen Suchanek, Hans Tylinski, Joachim Wendler – in der damaligen Zweitklassigkeit 110 Ligaspiele und erzielte dabei 13 Tore. Zur Runde 1973/74 verließ er die Elf vom Stadion an der Neuendorfer Straße und schloss sich dem Vizemeister Wacker 04 Berlin an. Im letzten Jahr des Regionalligaunterbaus der Bundesliga erreichte Wacker 04 die Vizemeisterschaft und zog damit in die letzte Bundesliga-Aufstiegsrunde 1974 ein. Neuzugang Krüger hatte in 30 Ligaspielen 18 Tore erzielt. Mit den Mitspielern Peter Scholich (Torhüter), Bernd Sobeck, Hans-Joachim Altendorff, Wolfgang John, Reinhard Lindner und Horst Lunenburg hatte Wacker 04 aber keine Aufstiegschance gegen die Rivalen Eintracht Braunschweig, 1. FC Nürnberg, SG Wattenscheid 09 und den 1. FC Saarbrücken. Krüger kam in der Aufstiegsrunde auf acht Einsätze und erzielte ein Tor.
Die Lila-Weißen vom Wackerplatz am Wackerweg kämpften unter den Trainern Peter Velhorn, Željko Čajkovski, Georg Gawliczek und Klaus Basikow permanent in der neu eingeführten 2. Fußball-Bundesliga um den Klassenerhalt. Über einen 13. Rang im Debütjahr 1974/75 ging es über Platz 16. in der Saison 1975/76 nach dem dritten Jahr 1976/77 mit dem 18. Rang in das Amateurlager der Berliner Stadtliga zurück. Der Allrounder Ingo Krüger gehörte der Wacker-Stammformation an. Als er in der Saison 1975/76 unter Trainer Gawliczek 36 Spiele mit zwei Toren absolviert hatte, waren darunter auch die Lokalderbys gegen den späteren Meister und Bundesligaaufsteiger Tennis Borussia und seinen ehemaligen Verein aus Spandau. Neben dem 2:1-Erfolg im Oktober 1975 gegen die „Veilchen“ ragte auch der 2:1-Sieg im August 1975 gegen Borussia Dortmund heraus.
Mit den Nordberlinern aus dem Bezirk Reinickendorf gelang Krüger mit seinen Mannschaftskollegen 1977/78 zwar der Meisterschaftserfolg in Berlin und in der Aufstiegsrunde die sofortige Rückkehr in die 2. Liga, aber die Klasse für den Klassenerhalt war nicht vorhanden. Mit seinen Mitspielern Michael Müller, Peter Bien, Rainer Liedtke und Reinhard Lindner konnte er mit Trainer Basikow vor allem durch die schwachen 3:35 Auswärtspunkte den erneuten Abstieg nicht verhindern. Nach insgesamt 108 Zweitligaspielen mit drei Toren war im Sommer 1979 die höherklassige Laufbahn von Ingo Krüger beendet.